# Alexandre Mikhaïlovitch Prokhorov
Pour les articles homonymes, voir Prokhorov.
Pour le footballeur, voir Aleksandr Prokhorov (football, 1946).
Alexandre Mikhaïlovitch Prokhorov (en russe : Александр Михайлович Прохоров), né le 11 juillet 1916 et mort le 8 janvier 2002, est un physicien soviétique/russe. Il est colauréat avec Nikolaï Bassov d'une moitié du prix Nobel de physique de 1964.

## Biographie
Il naît à Atherton en Australie de parents russes émigrés. Ses parents retournent en Union soviétique en 1923. En juin 1941, il s'engage dans l'Armée rouge pendant la Grande Guerre patriotique. Il est blessé deux fois et après sa seconde blessure il est démobilisé en 1944.
Prokhorov est professeur à l'Institut de physique et de technologie de Moscou et à l'université d'État de Moscou.
Il est colauréat avec Nikolaï Bassov d'une moitié du prix Nobel de physique de 1964 (l'autre moitié a été remise à Charles Townes) « pour des travaux fondamentaux en électronique quantique, ce qui a mené à la construction d'oscillateurs et d'amplificateurs basés sur le principe du maser-laser ».
En 1969, il devient l'éditeur en chef de la Grande Encyclopédie soviétique.